# Micrathyria venezuelae
Micrathyria venezuelae is een libellensoort uit de familie van de korenbouten (Libellulidae), onderorde echte libellen (Anisoptera).
De wetenschappelijke naam Micrathyria venezuelae is voor het eerst geldig gepubliceerd in 1989 door De Marmels.